# Jean Ier d'Antioche
Jean Ier d'Antioche est patriarche d'Antioche de 429 à 441-442.
Ancien élève de Nestorius, il le soutient contre saint Cyrille d'Alexandrie, le grand adversaire du nestorianisme. Son arrivée tardive au concile d'Éphèse permet à Cyrille de faire condamner Nestorius. Mais Jean riposte en organisant un contre-concile qui condamne Cyrille. 
La dispute est officiellement réglée en 433 par le Symbole d'union : Jean y admet la condamnation de Nestorius, ce qui le brouille avec certains évêques syriens comme Théodoret de Cyr. La querelle, nullement réglée, s'aiguise dans les années suivantes.